# Theofilos Wafidis
Teofilos Vafidis (grec. Θεόφιλος Βαφείδης, ur. 1957 w Seresie) – grecki gastronom i osobowość telewizyjna, znany głównie z talk-show Europa da się lubić (TVP2), częsty gość w porannych programach takich jak Kawa czy herbata? (TVP1), Pytanie na śniadanie (TVP2) i innych.

## Życiorys
Jest kucharzem i restauratorem, należy do Kapituły Fundacji Klubu Szefów Kuchni. Jest autorem wielu artykułów o gastronomii i produktach spożywczych oraz współautorem książki Europa w kuchni (ISBN 978-83-7515-045-2). Propaguje kulturę i kuchnię grecką. Organizuje festiwale i konkursy kulinarne, zasiada w jury. W 2006 otrzymał tytuł Ambasadora Hrabstwa Kłodzkiego.
Od 2006 pomysłodawca i organizator Festiwali Kuchni Greckiej, w 2008 rozpoczął partnerską współpracę Fundacji Klubu Szefów Kuchni Polska i Chef’sClub Grecja. Jest pomysłodawcą i prowadzącym program podróżniczo – kulinarny „NIEnaŻARTY” dla telewizji Polsat Play, który jest zrealizowany w różnych zakątkach świata. W 2009 założył firmę The Greek Gourmet, by móc jeszcze bardziej promować kuchnię grecką. Od grudnia 2010 współpracuje z Palce Lizać, kulinarnym tygodnikiem Gazety Wyborczej.
Od lat mieszka w Polsce. Żonaty, ma dwóch synów.